# Palacete Silveira e Paulo

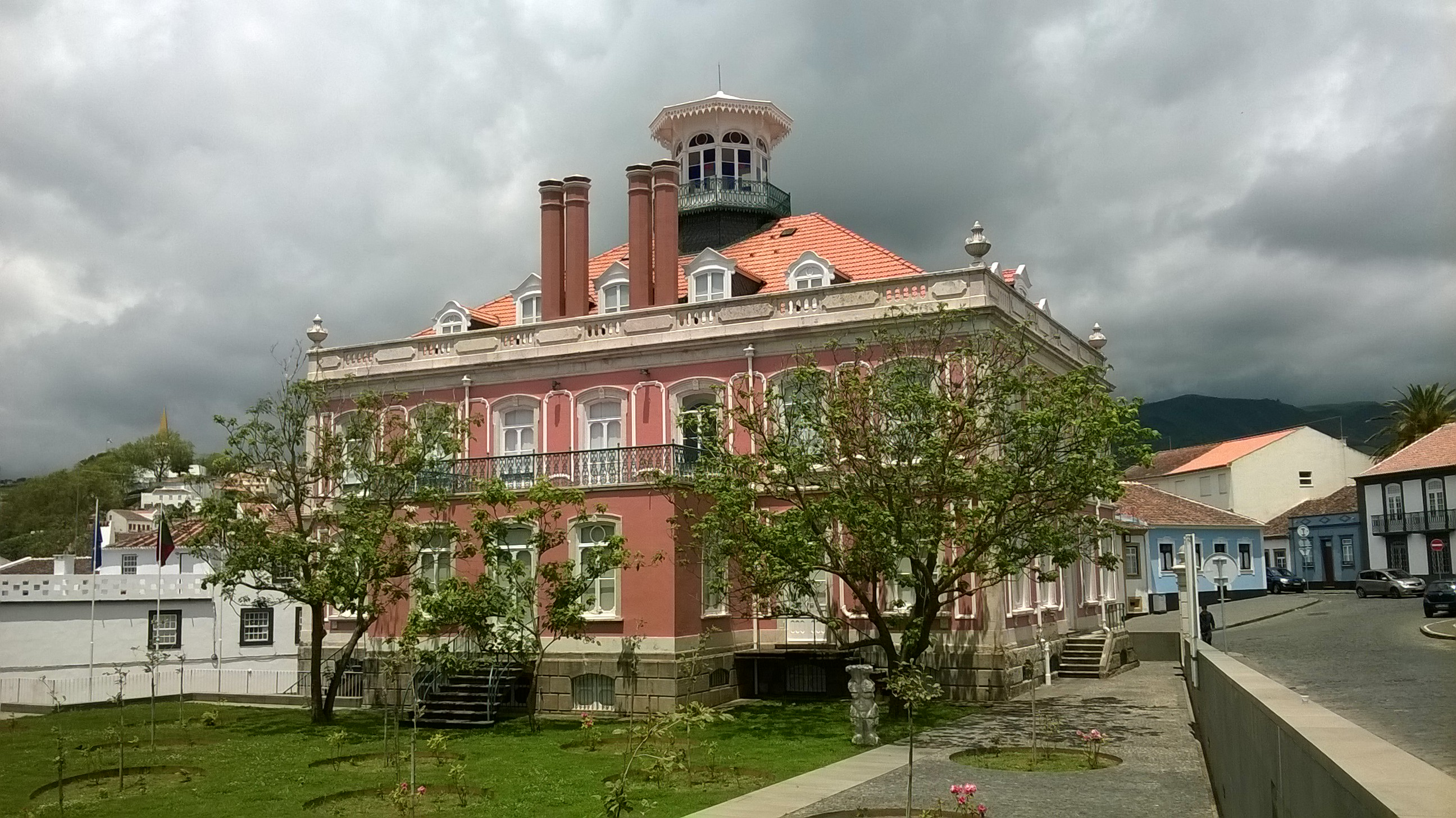
Palacete Silveira e Pauloː vista da fachada posterior e do jardim

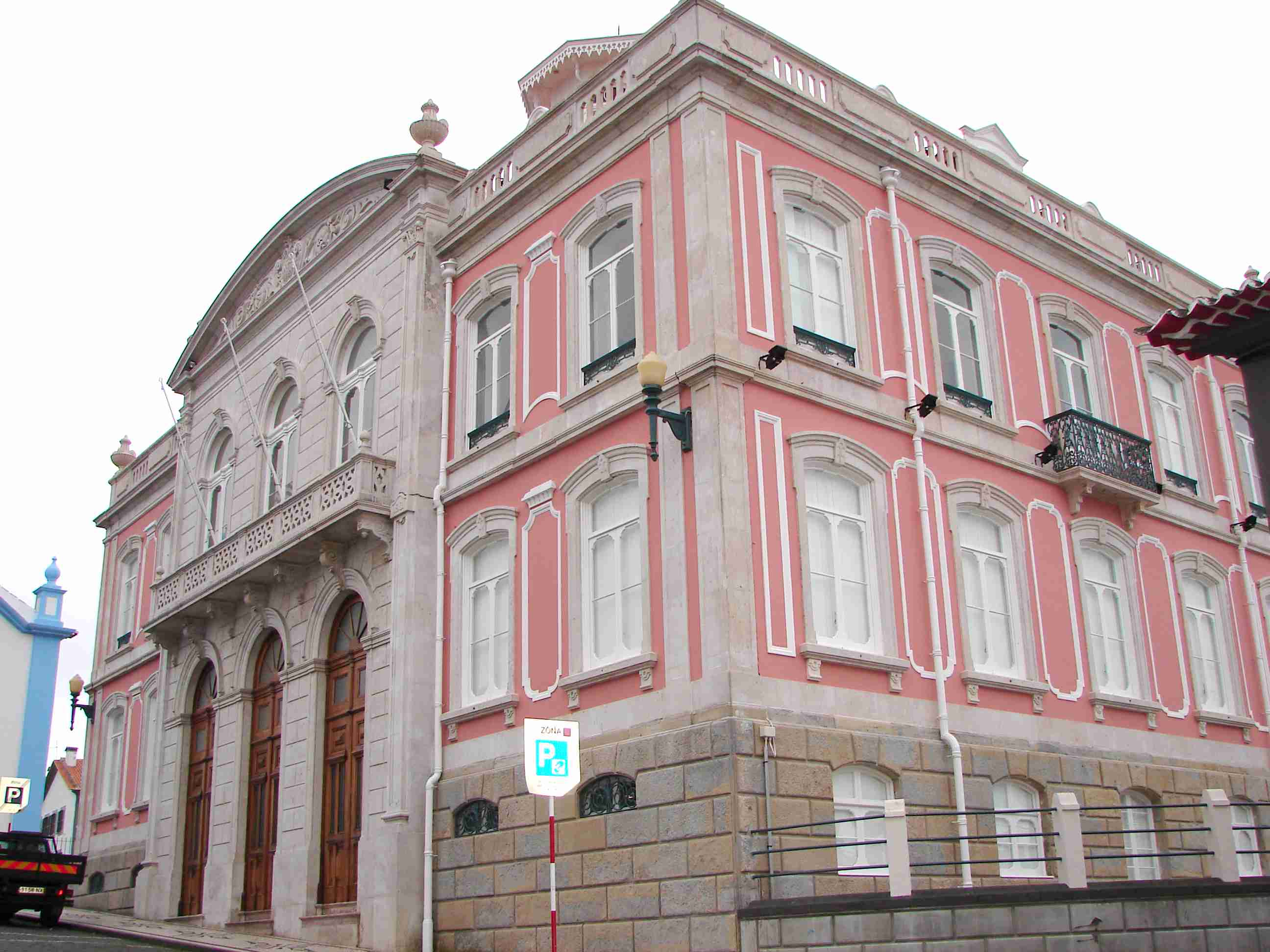
Palacete Silveira e Paulo, vista parcial da fachada

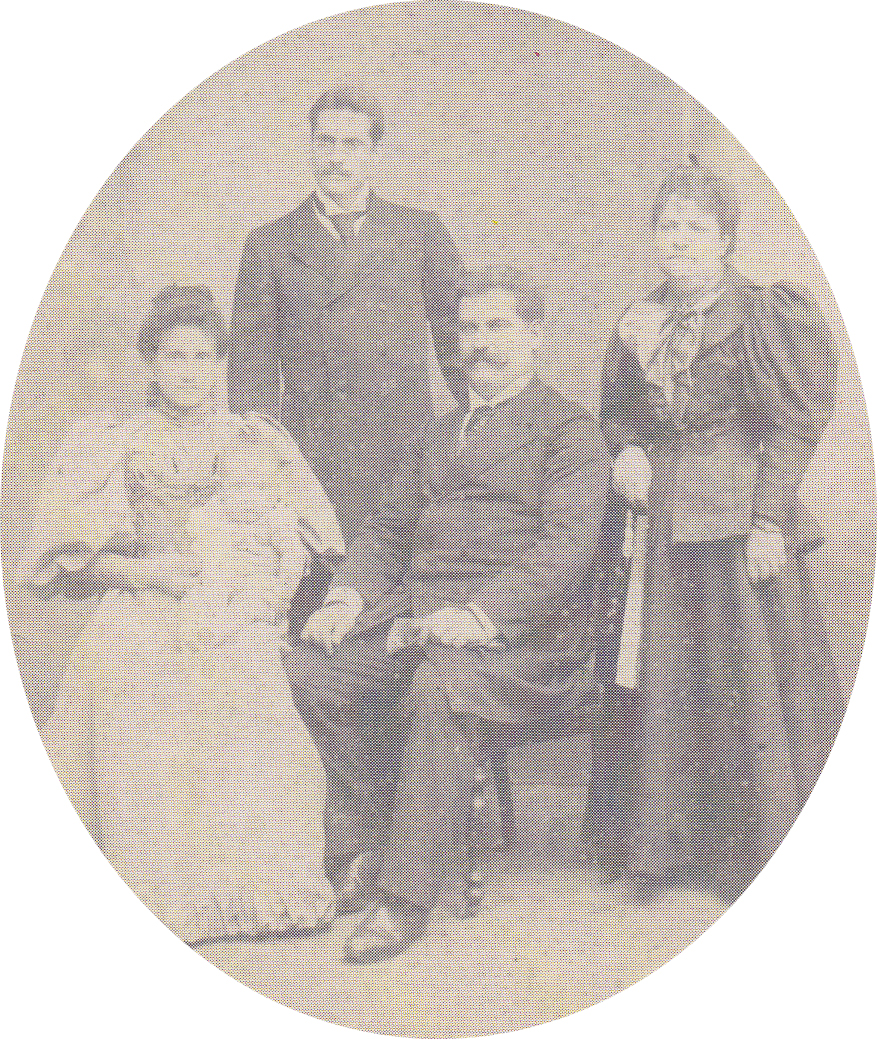
Família Silveira e Paulo

O Palacete Silveira e Paulo localiza-se na rua da Conceição, no centro histórico da cidade de Angra do Heroísmo, Açores. Construído ao gosto do fim de século XIX, o Palacete é um dos mais notáveis exemplares da arquitectura civil açoriana da transição do século XIX para o século XX.

## História
O palacete Silveira e Paulo foi construído por iniciativa do comendador João Jorge da Silveira e Paulo, um rico fazendeiro e negociante de cacau que fizera fortuna como proprietário da roça Colónia Açoreana da ilha de São Tomé, depois de comprar um dos Solares da Família Noronha que se localizava no mesmo local e que foi a última residência de Manuel Homem de Noronha.
Apesar de originário de uma modesta família de pedreiros e trabalhadores agrícolas de Santo Amaro do Pico, o comendador Silveira e Paulo associou-se com quatro dos seus irmãos e formaram uma importante sociedade, proprietária da roça Colónia Açoriana em São Tomé e grandes negociantes de cacau no mercado internacional. Sob a sua direcção e influência, a família conseguiu grande prosperidade económica no negócio iniciado por um irmão mais velho, Domingos Machado da Silveira e Paulo.
João Jorge acabou por assumir a liderança da família, consolidando uma enorme fortuna. Regressou aos Açores, depois de agraciado, no final do século XIX, com uma comenda e o título de fidalgo-cavaleiro da Casa Real. Escolheu fixar-se na cidade de Angra do Heroísmo, tendo para tal adquirido o solar dos Noronhas, junto à igreja da Conceição, que mandou demolir para ali construir o seu palacete.
A construção, dirigida pelo mestre-de-obras micaelense João da Ponte, iniciou-se em Abril de 1900, ficando concluído dois anos depois.
O imóvel permaneceu na posse da família apenas por algumas décadas, já que em 1937 foi comprado pelo Estado e sujeito a obras de reparação e adaptação para o funcionamento da Escola Industrial e Comercial de Angra do Heroísmo. A escola começou a funcionar no palacete em 1939, ali se mantendo até à sua extinção em 1978. Com a integração da Escola Industrial e Comercial no Liceu Nacional de Angra do Heroísmo, o imóvel passou a acolher o ciclo preparatório, anexo à então formada Escola Secundária Jerónimo Emiliano de Andrade. A partir do terramoto de 1980, passou também a albergar o Conservatório Regional de Angra do Heroísmo.
O imóvel atingiu um avançado estado de degradação, sendo encerrado em 1999 e entregue à Direcção Regional da Cultura do Governo dos Açores, entidade que procedeu a obras de restauro e adaptação, respeitando a traça original. A partir de 2003, o imóvel é sede daquele departamento governamental e do Centro do Conhecimento dos Açores. A partir de 2008 as instalações escolares existentes no reduto do imóvel foram encerradas, estando em curso o processo de construção no local da nova biblioteca pública de Angra do Heroísmo.
Encontra-se classificado como Imóvel de Interesse Público pela Resolução n.º 64/84, de 30 de Abril, publicado no Jornal Oficial, I Série, n.º 14, daquela data, classificação consumida por inclusão no conjunto classificado da Zona Central da Cidade de Angra do Heroísmo, conforme a Resolução n.º 41/80, de 11 de Junho, e artigo 10.º e alínea a) do artigo 57.º do Decreto Legislativo Regional n.º 29/2004/A, de 24 de Agosto.

## Características do imóvel
O Palacete Silveira e Paulo é um imóvel de planta aproximadamente quadrangular, desenvolvendo-se por dois pisos principais, um rés-do-chão parcialmente abaixo do nível da rua e dois pisos nas falsas do telhado, encimado por uma ‘’torrinha’’ mirante octogonal situada no centro geométrico do edifício. Tal estrutura corresponde a um imóvel de seis andares, dos quais cinco acima da rua, o que faz dele um dos imóveis mais altos da zona histórica da cidade de Agra do Heroísmo, tendo apenas como rival, nas imediações, a torre sineira da Igreja da Conceição.
O edifício é em alvenaria de pedra, de dupla camada, com andares suportados por vigas de pinho resinoso contraventadas com quatro tirantes metálicos que atravessam as vigas, o que dá ao imóvel uma grande resistência aos sismos, o que aliás se comprovou aquando do terramoto de 1 de Janeiro de 1980, que apesar de ter causado grande destruição nos imóveis vizinhos deixou o palacete quase incólume.
Os materiais exteriores de revestimento utilizados são de grande qualidade. Nas fachadas voltadas para as ruas vizinhas, as bordaduras das janelas e portas e o próprio soco são revestidos por pedra importada: lioz, mármore do Alentejo e pedra azul de Cascais, o que contribui para afirmar o valor do imóvel.
A fachada principal está voltada para a Rua da Conceição tendo ao centro um alto pórtico com dois portões em madeira trabalhada e uma varanda central, correspondente ao salão nobre da casa.
A partir da entrada desenvolve-se uma escadaria, em dois planos, cimo da qual está um vitral que representa duas figuras mitológicas: a agricultura e o comércio, correspondentes às fontes de riqueza do construtor.
No interior foi feito um liberal recurso às artes decorativas nas salas e salões, o que sublinha a magnificência do palacete, construído com recurso aos melhores materiais disponíveis na época.
Os sobrados e pavimentos são marchetados em madeira de várias espécies e tons, num complexo e elaborado mosaico; os ferros fundidos das sacadas e torrinha são do melhor que a técnica da altura permitia; as sancas decorativas, em gesso com acabamento a folha de ouro, prata e pintura policromada marcam cada um dos compartimentos nobres. Merece referência o trabalho em estuque, por vezes policromo, nos florões dos tectos e paredes das salas dos dois andares nobres.
Da torrinha do palacete Silveira e Paulo vislumbra-se a cidade de Angra em todas as direcções através de um conjunto de janelas com vidros policromos e de uma varanda octogonal que a permite circundar, permitindo vista desimpedida em todas as direcções.